# Etainia crypsixantha
Etainia crypsixantha is een vlinder van de familie van de dwergmineermotten (Nepticulidae), van de onderfamilie van de Nepticulinae. De wetenschappelijke naam van deze soort is voor het eerst voorgesteld als Nepticula crypsixantha door Edward Meyrick in een publicatie uit 1918.
De soort komt voor in Zuid-Afrika.